# アイ・タワー
アイ・タワーは、東京都板橋区に所在する超高層マンションである。板橋区内では最も高い建築物である。

## 概要
1985年の浮間舟渡駅開業後も駅前には小規模な民家などが建ち並んでいたため再開発の機運が高まった。そのため浮間舟渡駅前地区第一種市街地再開発事業として再開発され、建設された。竣工当時から板橋区最高層の建築物となっている。下層階には板橋区立企業活性化センター、板橋区立にりんそう保育園、板橋中央総合病院付属アイ・タワークリニックが入居する。

## 沿革
- 1988年（昭和63年） - 板橋区が再開発計画を発表。
- 1998年（平成10年） - 都市計画決定。
- 1999年（平成11年）1月 - 着工。
- 2002年（平成14年）7月31日 - 竣工。

## 周辺
- 浮間舟渡駅
- 浮間公園
- 北区立浮間中学校
- 荒川
- 戸田橋